# Pnoepyga
Pnoepyga là một chi chim trong họ Pnoepygidae.

## Các loài
- Pnoepyga albiventer (Hodgson, 1837)
- Pnoepyga formosana Ingram, W, 1909
- Pnoepyga immaculata Martens, J & Eck, 1991
- Pnoepyga pusilla Hodgson, 1845
- Pnoepyga mutica Thayer & Bangs, 1912